# ソード・オブ・ソダン

『ソード・オブ・ソダン』（Sword of Sodan）は、日本では1991年10月11日に発売されたメガドライブ用ゲームソフト。ジャンルはアクションゲーム。販売はセガ、開発はInnerprise Software。
元々は日本国外において、1988年にDiscovery Softwareがコモドール製コンピューターであるAmiga向けに開発したPC用ゲームであり、日本で発売されたものはアメリカ版メガドライブ「GENESIS（ジェネシス）」で発売されたものの移植版である。

## ゲームの内容
中世ファンタジーの世界が舞台の一人プレイ用2D横スクロールアクションゲーム。プレイヤーは、師である勇者ソダンから剣を授かった若き戦士、ヒーロー(兄:ボルダン)またはヒロイン(妹:シャルダン)を操作し、悪の支配者ゾラスの打倒と王国の解放を目指す。
当時としては緻密で写実的なグラフィックと、リアルなキャラクターが画面に大きく表示される迫力のあるビジュアルが特徴。さらに、夥しい出血や敵の首を斬り落とす過激な演出などのグロテスクな表現(ゴア描写)も存在する一方で、ゲームを盛り上げる音楽やBGMの類が存在しないシンプルな仕様により、独特の雰囲気を持つ作品となっている。
オリジナルであるPC版はデンマーク人の開発者によって製作されアメリカでヒットしたが、移植版であるメガドライブ版はギミックやステージ数の減少、グラフィックや演出面の劣化などオリジナル版から削除されている要素が多い。メガドライブ版は完成度の低さと高い難易度、発売当時のゲーム雑誌の読者投票で23回連続最下位を記録したことなどから「帝王ソダン」の異名を持ち、メガドライブを代表する問題作(クソゲー)の一つとして数えられている。一方で、その知名度と話題性によりカルト的な人気を博しており、セガからも「メガドライブの歴史を語る上で外すことのできない作品」として語られている。

## システム
基本的なゲームの流れとしては、敵を倒しながら先に進んでいくシンプルなステージクリア式のアクションゲームとなる。画面上部にはプレイヤーキャラクターの体力ゲージと入手したアイテムのほか、LIVES(残機)、HIT(攻撃力)、SCORE(得点)が表示されており、ゲームの進行に応じて変化する。
プレイヤーキャラクターは歩行による移動やジャンプ、しゃがみなどの基本アクションに加え、剣やアイテムを駆使して敵と戦う。剣による各種攻撃は方向キーと攻撃ボタンの組み合わせによって斬り攻撃や突き攻撃など様々な攻撃ができ、中には特定の攻撃でないと倒せない敵も存在する。また、ステージ中には地面から突き出す槍や落とし穴、溶岩などのトラップも存在し、ジャンプなどを駆使して上手く回避しながら進まなければいけない場面もある。
アクションゲームとしては「敵が強い上に、一度に出現する数が多い」「操作が複雑(プレイヤーキャラクターが向きを変えるのに複数ボタンの操作を必要とする等)」「残機を増やす手段はあるものの、ゲームオーバー時のコンテニューが存在しない」など全体的な難易度は高い。

### アイテム
道中では本作唯一のアイテムである「ポーション(薬)」が手に入ることがあり、入手後に使う(飲む)ことで様々な効果を発揮する。ポーションは赤、青、黄、透明の4種類があり、それぞれ効果が異なる。また、メガドライブ版では単体で使うだけでなく複数のポーションを選択し、同時に使うことで通常とは異なる効果を発揮させることも可能となっている。複合使用時のポーションは色の組み合わせによって「画面内の敵全てにダメージを与える」「一定時間無敵になる」など強力な効果を持つものが多いが、中には「自分の体力が減少する」など逆効果になるものも存在する。メガドライブ版におけるポーションの基本的な種類と効果は以下の通り。
- VITALIUM POTION:赤色のポーション。攻撃力に関連する効果を持つ。
- HYDROIUM POTION:青色のポーション。体力に関連する効果を持つ。
- SOLARIUM POTION:黄色のポーション。魔法に関連する効果を持つ。
- ETHERIUM POTION:透明色のポーション。単体では何の効果も無いが、他のポーションと組み合わせて使うと特別な効果を発揮する。

## 評価
ファミ通148号クロスレビューの点数は19点(40点満点)。
ゲームとしては「薬を飲みつつ、左右から出てくる敵をひたすら倒し続ける」という単調なゲーム性に加え、非常に高い難易度、極端に劣悪な操作性、理不尽でわかりづらいトラップなどが要因となり、発売当初から問題作として扱われていた。一方でその極端な難易度とシュールなゲーム性に衝撃を受けたプレイヤーも多く存在し、当時のゲーム雑誌「BEEP!メガドライブ」の読者レビューにおいては、ファンたちの根強い低評価投票により長期間ランキング最下位に君臨し続けたことから「クソゲーの帝王」「伝説のクソゲー」などと呼ばれ、話題を呼ぶこととなった。そのためゲームの完成度に反して知名度は高く、2019年にメガドライブの復刻版であるメガドライブミニの収録タイトル選出に際しては「メガドライブという時代を語る上で外すことのできないゲーム」の一つとして本作が候補に挙がっているが、最終的にはゴア表現などの「倫理問題」の観点から収録には至らなかったとされる。
4Gamer.netの早苗月ハンバーグ食べ男は、Antstreamで配信されているAmiga版について「割と普通に遊べる」と評す一方で、同様にAntstreamで配信されているSega Genesis(北米向けメガドライブ)版については「良く言っても、めっちゃ癖の強いチーズみたいなゲーム。素直に言わせてもらうと、クソゲー中のクソゲー」と評している。両者の落差について「地方都市・Amigaから，大都会・メガドライブ / Sega Genesisに出てきて，慣れない環境で精神を病んじゃった農家の次男坊みたいな感じでしょうか。」と表現している。